# Wspólnota anglikańska

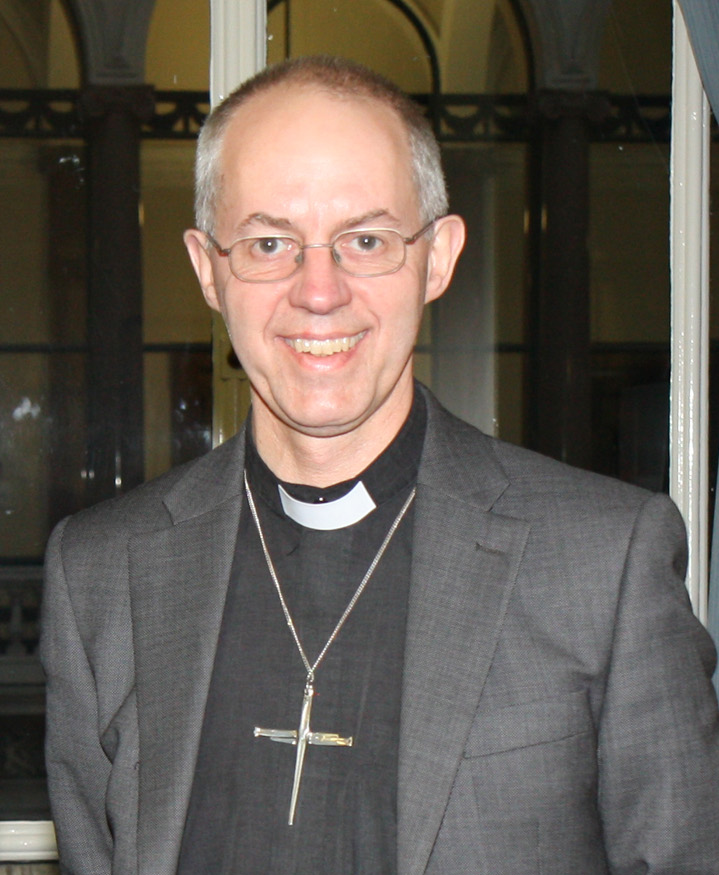
Justin Welby, aktualny arcybiskup Canterbury i zarazem głowa wspólnoty anglikańskiej

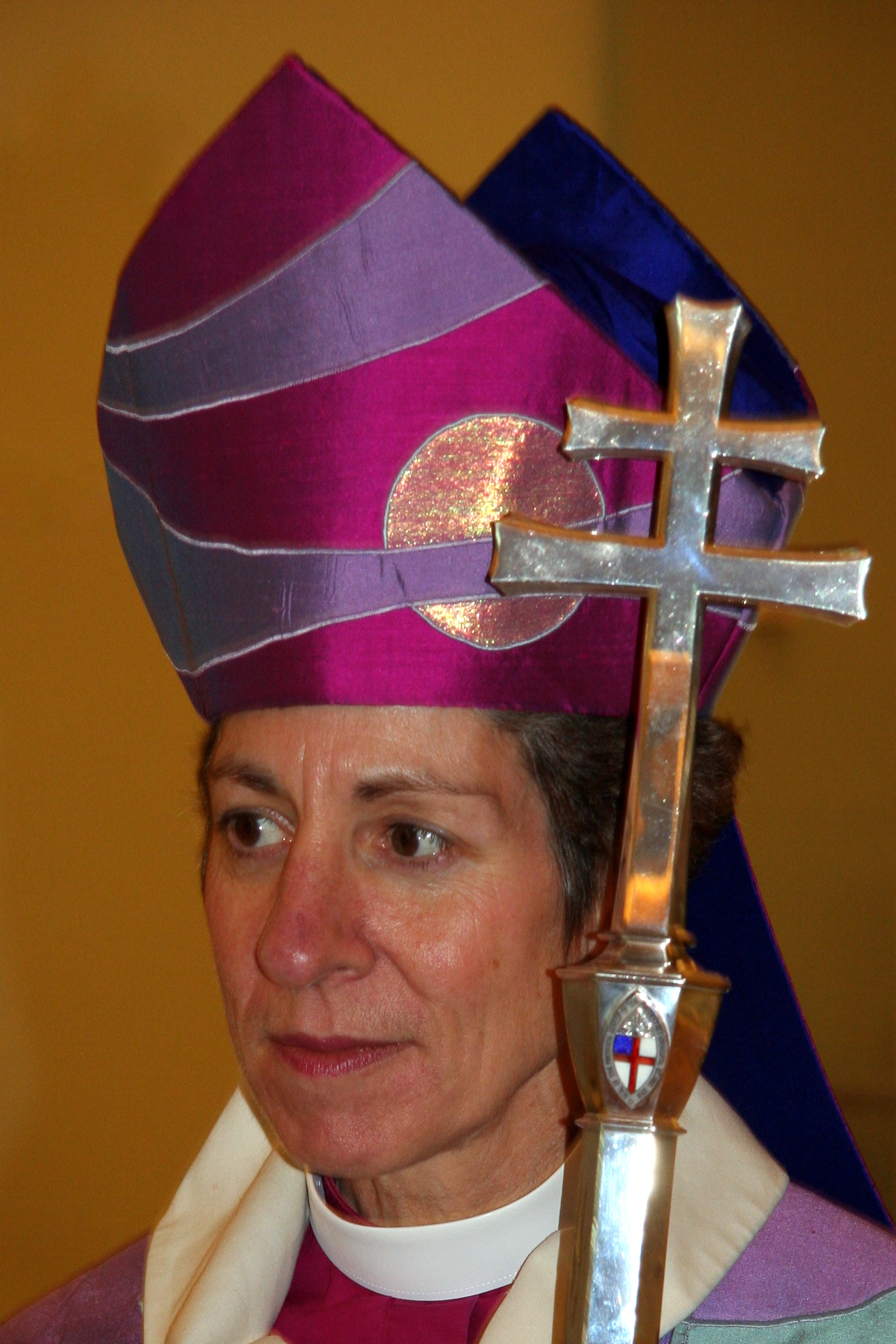
Katharine Jefferts Schori, prymas Kościoła Episkopalnego w USA (2006–2015)

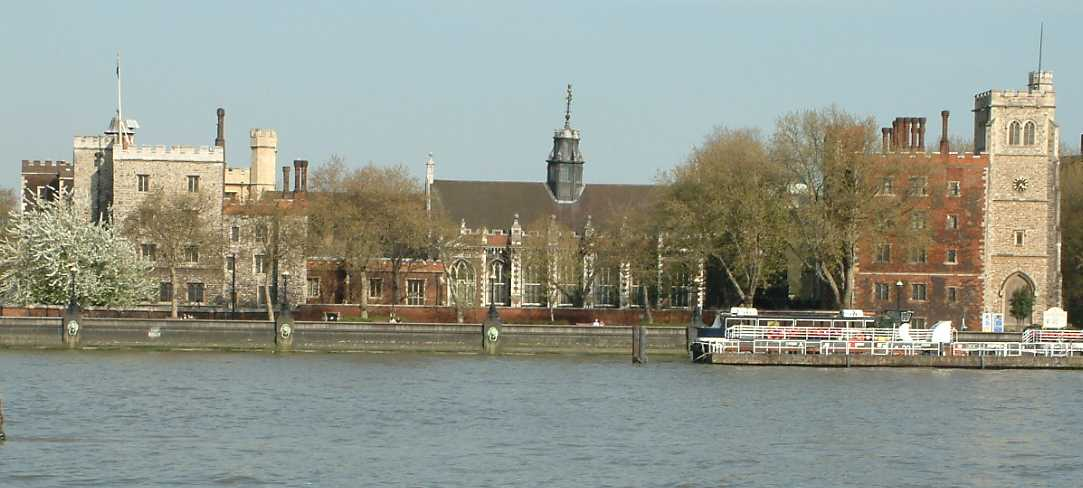
Pałac Lambeth, miejsce najważniejszych spotkań przedstawicieli wszystkich prowincji Wspólnoty

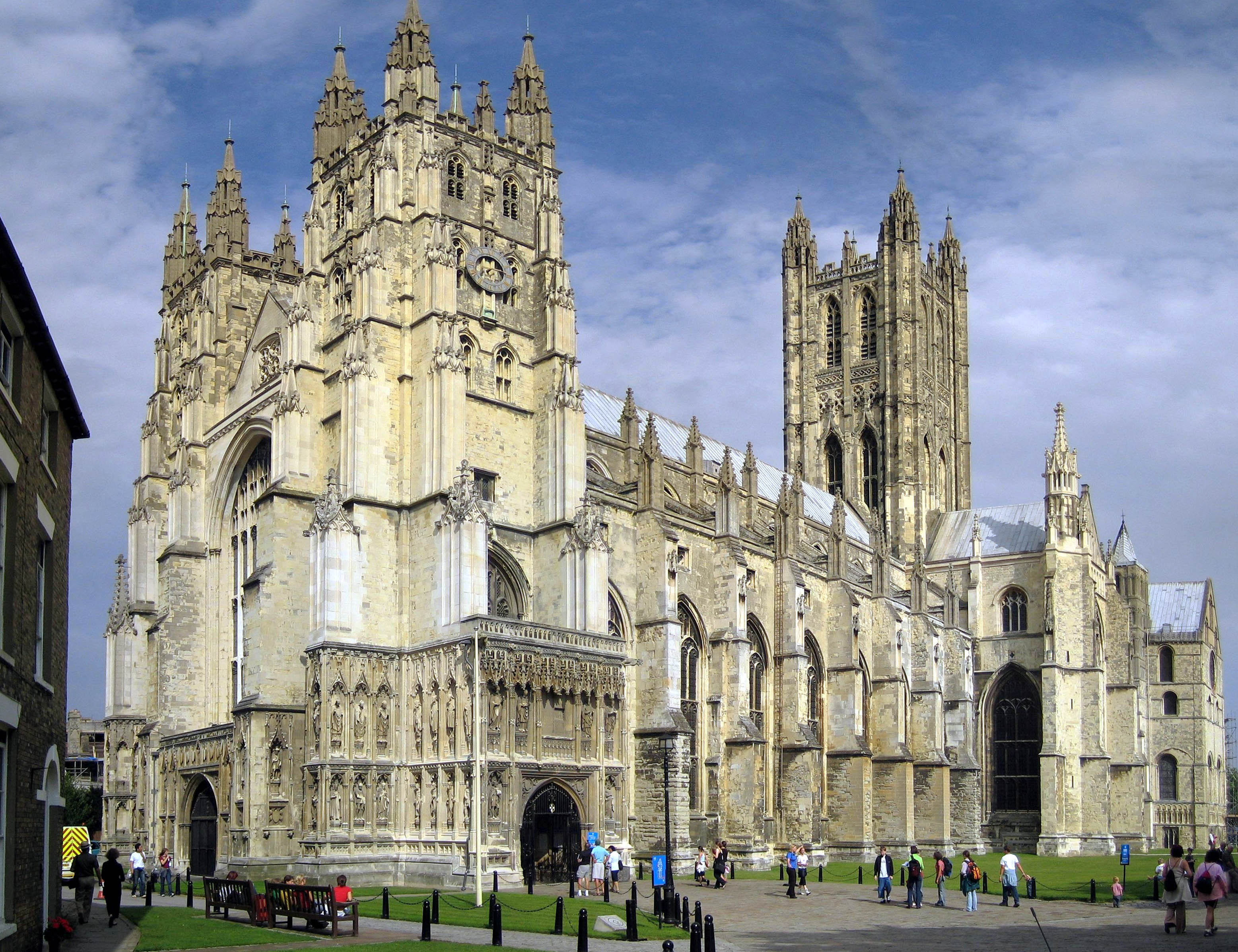
Katedra w Canterbury – formalnie najważniejsza świątynia anglikańska na świecie

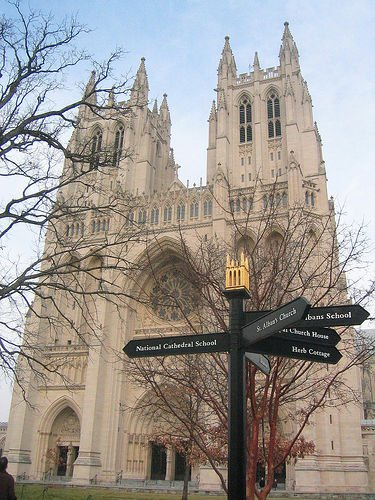
Katedra św. Piotra i św. Pawła w Waszyngtonie, najważniejsza świątynia anglikańska (episkopalna) w Stanach Zjednoczonych

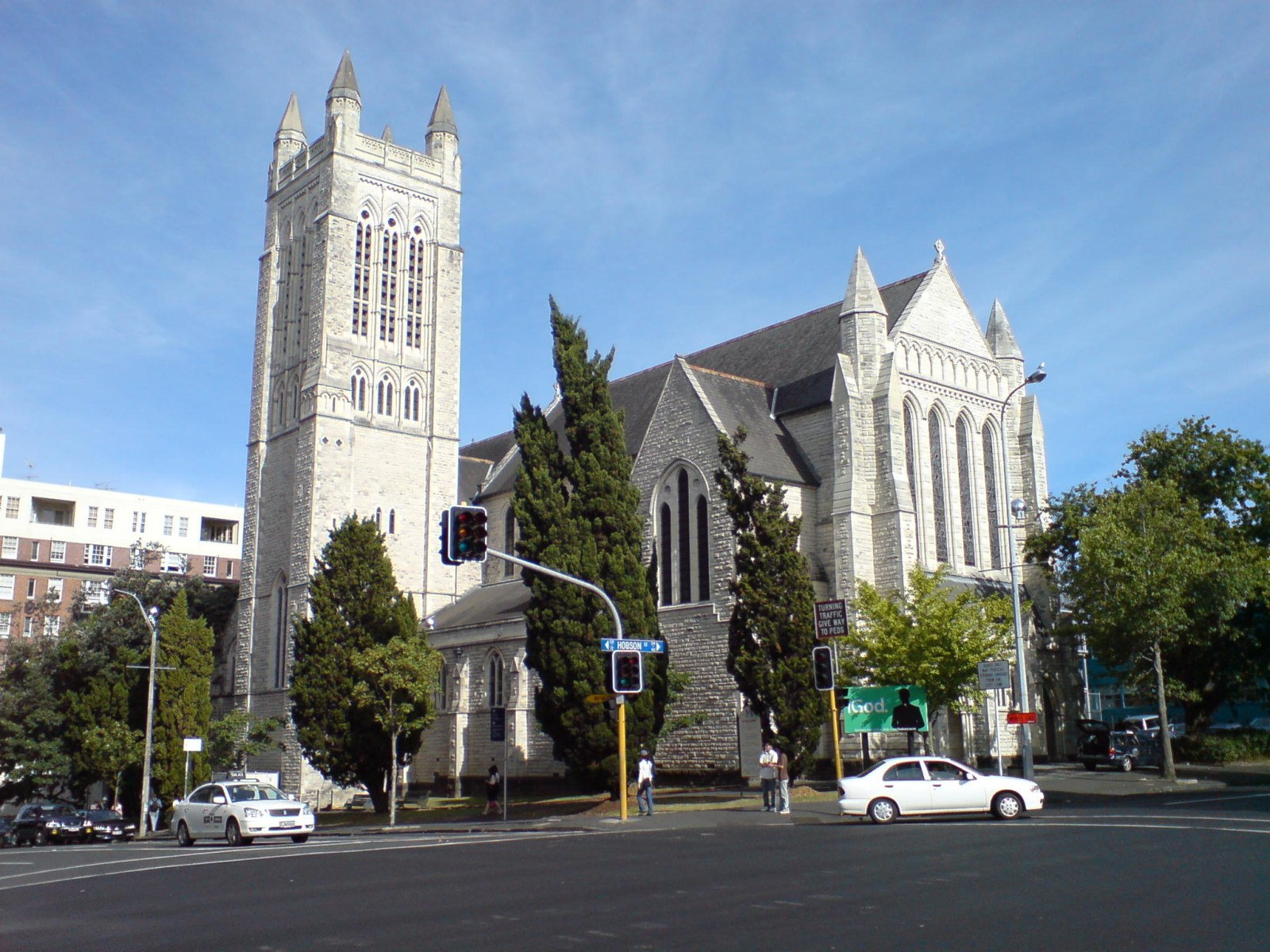
Anglikański kościół św. Jerzego w Auckland

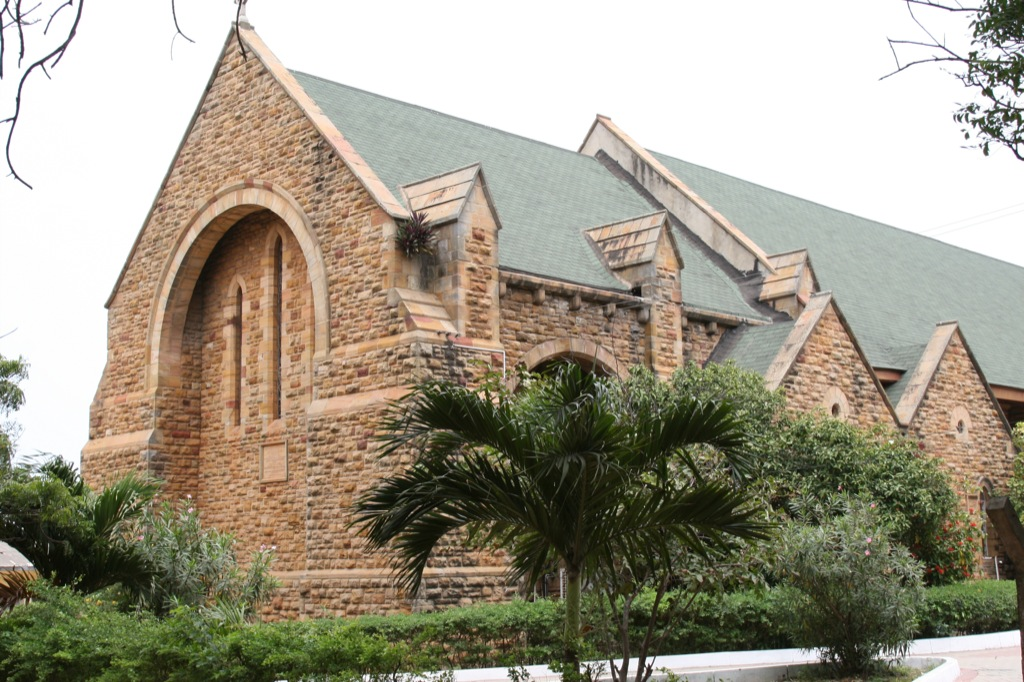
Anglikański kościół Świętej Trójcy w Akrze

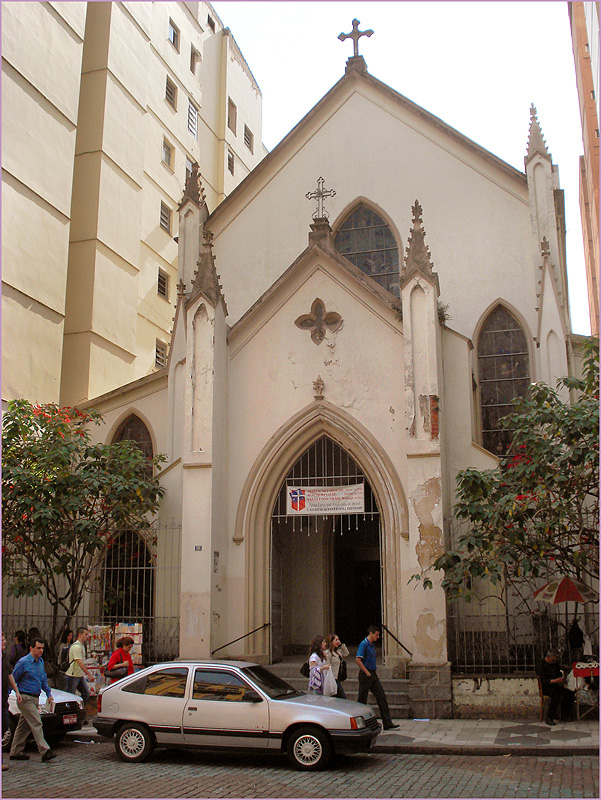
Anglikańska Katedra Świętej Trójcy w Porto Alegre

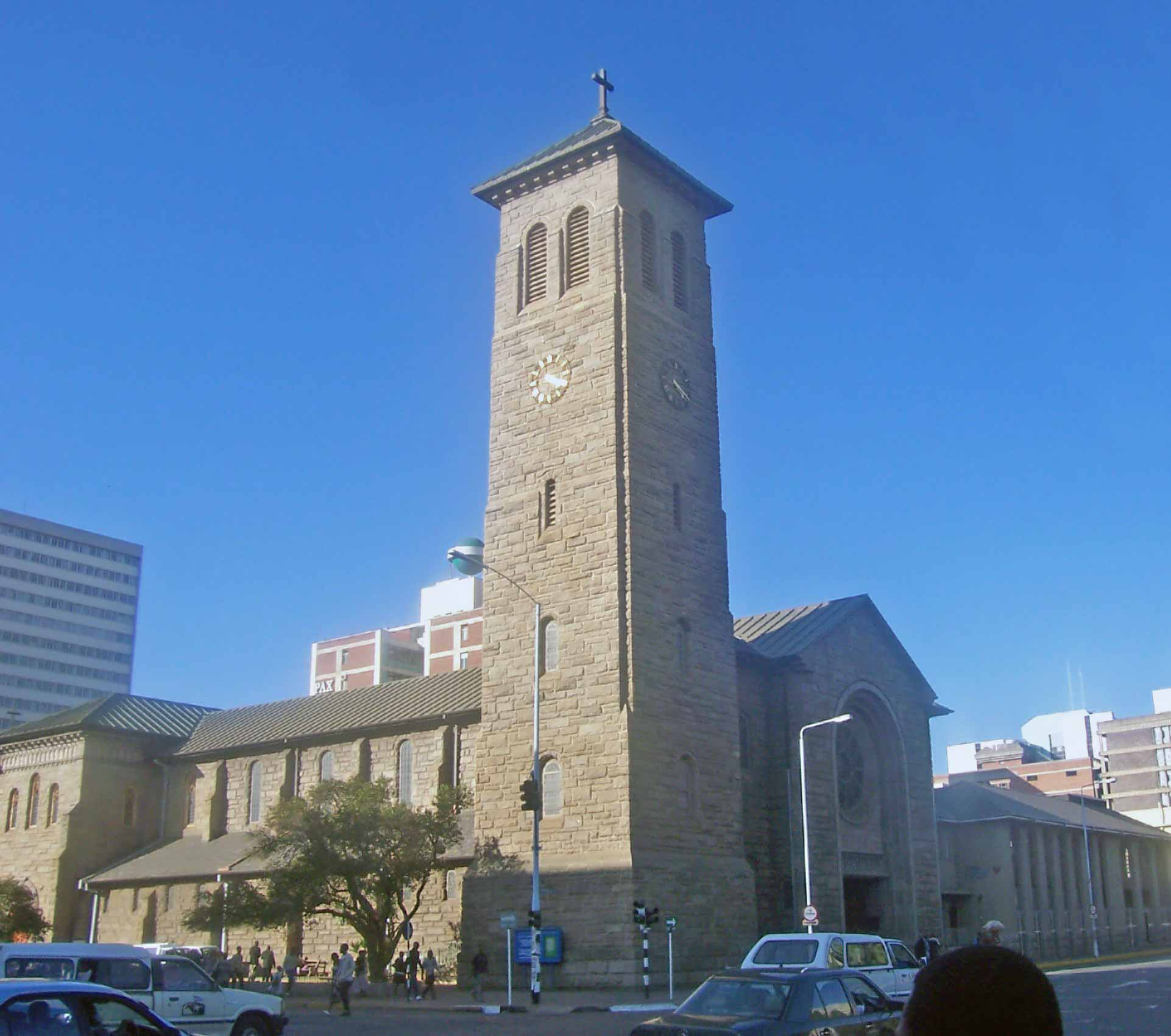
Świątynia anglikańska w Harare

Wspólnota anglikańska (ang. Anglican Communion) – międzynarodowe, częściowo nieformalne zrzeszenie Kościołów anglikańskich, obejmujące obecnie 39 niezależnych Kościołów działających na całym świecie oraz 6 Kościołów lokalnych zrzeszających łącznie 85 mln wiernych. Wszystkie one wywodzą się od Kościoła Anglii i z tego względu jego najwyższy dostojnik, arcybiskup Canterbury, uważany jest za głowę Wspólnoty. Nie posiada on jednak żadnej władzy nad innymi Kościołami, zaś jego rola ma znaczenie wyłącznie honorowe i stanowi symbol jedności anglikanów. Niektóre Kościoły (m.in. szkocki i amerykański) preferują określanie ich mianem „episkopalnych”, gdyż słowo „anglikański” nadmiernie podkreśla, ich zdaniem, związki z Anglią. Podobna motywacja kieruje Kościołami czerpiącymi swe nazwy od państw, w których działają (np. Kościół Irlandii). Kościoły członkowskie Wspólnoty nazywane są jej prowincjami, co jednak nie oznacza w żadnym razie jakiegokolwiek podporządkowania.
Europejskie Kościoły Wspólnoty Anglikańskiej należą także do Wspólnoty Porvoo, grupującej sześć Kościołów anglikańskich i sześć luterańskich.

## Powstanie i instrumenty
Kościół Anglii, pierwszy z Kościołów anglikańskich, powstał jako Kościół ściśle narodowy. Jego oficjalną głową byli i są monarchowie brytyjscy. Początkowo nie nastręczało to żadnych kłopotów, gdyż ogromna większość wiernych była jednocześnie poddanymi brytyjskimi. Jednak w miarę politycznego oddzielania się kolejnych obszarów od Wielkiej Brytanii, w miejscach tych powstawały autokefaliczne Kościoły lokalne. Za symboliczny początek istnienia Wspólnoty uznaje się pierwszą (zorganizowaną w 1867) spośród tzw. konferencji w Lambeth, będących cyklicznymi spotkaniami biskupów z różnych Kościołów anglikańskich. Konferencje odbywają się co dziesięć lat w Pałacu Lambeth, londyńskiej rezydencji arcybiskupów Canterbury, od której czerpią swą nazwę.
Wspólnota nie posiada dokumentu, który można by uznać za jej akt stanowiący. W sensie prawa świeckiego jest więc strukturą nieformalną. Posiada cztery główne organy, zwane jej instrumentami. Pierwszym jest arcybiskup Canterbury jako symboliczna głowa Wspólnoty, drugim zaś konferencje w Lambeth, stanowiące najstarsze i najważniejsze forum konsultacji międzykościelnych. Za trzeci instrument uznawana jest istniejąca od 1971 Anglikańska Rada Konsultacyjna, składająca się z biskupów, księży i świeckich wybieranych w poszczególnych prowincjach. Rada spotyka się w pełnym składzie co trzy lata, a ponadto posiada stały sekretariat, tzw. Biuro Wspólnoty Anglikańskiej, formalnie wchodzące w skład Kurii Archidiecezji Canterbury. Ostatni instrument to tzw. Spotkania prymasów, odbywające się zwykle co dwa lata i grupujące zwierzchników poszczególnych prowincji, obradujących pod przewodnictwem arcybiskupa Canterbury.

## Podobieństwa i różnice doktrynalne
Podstawowe prawdy wiary anglikańskiej, wspólne dla wszystkich prowincji Wspólnoty, zostały wyrażone w specjalnej rezolucji przyjętej na konferencji w Lambeth w 1888. Dokument ten oparty był w znaczniej mierze na podobnej deklaracji, uchwalonej dwa lata wcześniej przez zgromadzenie biskupów Amerykańskiego Kościoła Episkopalnego.
Zgodnie z rezolucją z 1888, anglikanizm opiera się na czterech głównych zasadach:
1. Świętymi księgami są Stary oraz Nowy Testament, zawierające wszystko, co niezbędne do zbawienia, a także stanowiące zasady i najwyższy wzorzec wiary.
2. Credo wiary chrześcijańskiej stanowią apostolski symbol wiary oraz nicejsko-konstantynopolitańskie wyznanie wiary.
3. Za główne sakramenty uznaje się chrzest i eucharystię jako dane przez samego Chrystusa. Małżeństwo, wyświęcanie kapłanów i inne podobne wydarzenia religijne są potocznie nazywane sakramentami, ale na gruncie teologicznym są to tzw. obrzędy sakramentalne, a zatem wydarzenia nieco niższej rangi (ich dokładne znaczenie budzi kontrowersje i spory wśród anglikanów, jednak bezsporne jest, iż dwa główne sakramenty są wystarczające do zbawienia).
4. Administracją Kościołem zajmuje się Episkopat (zgromadzenie biskupów), przy czym dostosowuje on swoje metody do lokalnych potrzeb ludów i narodów;

W przeciwieństwie do dużej części pozostałych wyznań protestanckich, wszystkie Kościoły anglikańskie podkreślają rolę sukcesji apostolskiej w znaczeniu sukcesji urzędu. Kościół katolicki sprzeciwia się temu stanowisku. Leon XIII w 1896 r. w liścia apostolskim Apostolicae curae definitywnie stwierdził przerwanie sukcesji apostolskiej w Kościele anglikańskim oraz nieważność święceń wyższych.
W praktyce prowincje mogą znacząco różnić się od siebie liturgią (choć w większości przypadków jest ona wzorowana na stosowanej przez Kościół Anglii), a nawet pewnymi kwestiami dogmatycznymi. Jedną z głównych ról spotkań w ramach Wspólnoty jest ograniczanie wynikających z tego konfliktów, jednak nie zawsze się to udaje. W ostatnich latach szczególnie ostry spór dotyczy stosunku do homoseksualistów. Podczas gdy np. Amerykański Kościół Episkopalny od 2003 dopuszcza wyświęcanie homoseksualnych biskupów, a w wielu innych prowincjach aktywni homoseksualiści mogą być duchownymi (należy pamiętać, iż w anglikanizmie celibat nie występuje), prowincje afrykańskie czy azjatyckie nie chcą słyszeć nawet o kościelnym uznawaniu związków homoseksualnych.

## Działalność ekumeniczna
Wspólnota włączyła się w działalność Globalnego Forum Chrześcijańskiego.

## Kontrowersje
Koniec wieku XX i początek XXI są określane mianem kryzysu kościoła anglikańskiego. Obecnie bardzo widoczny jest kryzys tożsamościowy i doktrynalny wśród wspólnot anglikańskich. Wiele sporów i rozłamów wśród anglikanów, jak i samych duchownych tej wspólnoty wzbudzają kwestie udzielanych święceń kapłańskich i biskupich kobietom, małżeństw homoseksualnych i możliwość dla tych osób bycia kapłanami, a nawet biskupami. Konflikty pojawiają się także na tle sensu istnienia zakonów, czy celibatu. Część środowisk anglikańskich odrzuca twierdzenie o boskości Chrystusa oraz podważa doktrynę o istnieniu Trójcy Świętej.
4 listopada 2009 została wydana przez papieża Benedykta XVI konstytucja apostolska Anglicanorum coetibus będąca odpowiedzią na list 50 biskupów i ponad 100 wspólnot anglikańskich nie uznających m.in. kapłaństwa kobiet, sprzeciwiających się udzielaniu parom homoseksualnym sakramentu małżeństwa i chcących podlegać zwierzchnictwu Stolicy Apostolskiej oraz papieża, jako głowy Kościoła. Dokument ten zatwierdza przyjęcie do Kościoła katolickiego części wspólnot anglikańskich oraz zakłada ich odrębność jurysdykcyjną. Konstytucja przewiduje możliwość posiadania żon przez duchownych anglikańskich. Jednak biskupem nie będzie mógł zostać żaden żonaty duchowny. Według danych szacunkowych w związku z papieskim dekretem Kościół katolicki powiększył się już o ponad 900 tysięcy konserwatywnych anglikanów. Na zbliżenie ze Stolicą Apostolską i łączność z papieżem nie zgadza się liberalne skrzydło anglikańskie, które ostro krytykuje głowę Kościoła rzymskokatolickiego za ułatwianie przechodzenia duchownym i wiernym konserwatywnego skrzydła na katolicyzm.
Niektóre wspólnoty sprzeciwiały się beatyfikacji kard. Johna Henry’ego Newmana – konwertyty, który przeszedł na katolicyzm.
Około 100 wspólnot anglikańskich (m.in. ruch oksfordzki) podkreśla swoje szczególne związki z papieżem, postrzeganym jako widzialna głowa Kościoła chrześcijańskiego, przez co często określani są mianem anglokatolików.

## Prowincje
Status prowincji Wspólnoty anglikańskiej posiada obecnie 39 Kościołów:
- Kościół Anglikański Aotearoi, Nowej Zelandii i Polinezji
- Kościół Anglikański Australii
- Kościół Bangladeszu
- Anglikański Episkopalny Kościół Brazylii
- Kościół Anglikański Burundi
- Kościół Anglikański Kanady
- Kościół Prowincji Afryki Środkowej
- Kościół Anglikański Regionu Ameryki Środkowej
- Prowincja Kościoła Anglikańskiego Konga
- Kościół Anglii
- Kościół Anglikański Hongkongu (Episkopalny)
- Kościół Prowincji Oceanu Indyjskiego
- Kościół Irlandii
- Kościół Anglikański w Japonii
- Kościół Episkopalny w Jerozolimie i na Bliskim Wschodzie
- Kościół Anglikański Kenii
- Kościół Anglikański Korei
- Kościół Prowincji Melanezji
- Kościół Anglikański Meksyku
- Kościół Prowincji Mjanmy
- Kościół Nigerii
- Kościół Północnych Indii
- Kościół Pakistanu
- Kościół Anglikański Papui-Nowej Gwinei
- Kościół Episkopalny Filipin
- Kościół Prowincji Rwandy
- Szkocki Kościół Episkopalny
- Kościół Prowincji Azji Południowo-Wschodniej
- Kościół Południowych Indii
- Kościół Anglikański Afryki Południowej
- Kościół Anglikański Południowego Rogu Ameryk
- Kościół Episkopalny Południowego Sudanu
- Kościół Episkopalny Sudanu
- Kościół Anglikański Tanzanii
- Kościół Ugandy
- Kościół Episkopalny Stanów Zjednoczonych Ameryki
- Kościół w Walii
- Kościół Prowincji Afryki Zachodniej
- Kościół Prowincji Indii Zachodnich

Ponadto 5 Kościołów lokalnych ma status tzw. pozaprowincjonalnych (extra-provincial) członków Wspólnoty. Pięć z nich nie może być samodzielnymi prowincjami, ponieważ uznają zwierzchność kanoniczną arcybiskupa Canterbury jako swego metropolity, a więc formalnie przynależą do Kościoła Anglii. Od 1967 r., w następstwie rewolucji kubańskiej, podobny status miał Kościół Episkopalny Kuby (La Iglesia Episcopal en Cuba), co wynikało z uwarunkowań politycznych. Po 2018 r. Kościół kubański ponownie stał się diecezją  Kościoła Episkopalnego Stanów Zjednoczonych Ameryki, w ramach metropolii atlantyckiej (Province II).
Członkami pozaprowincjonalnymi są:
- Kościół Anglikański Bermudów
- Parafia Falklandów
- Kościół Luzytański
- Hiszpański Episkopalny Kościół Reformowany
- Kościół Cejlonu